# Bassin de lit
Pour les articles homonymes, voir Bassin.

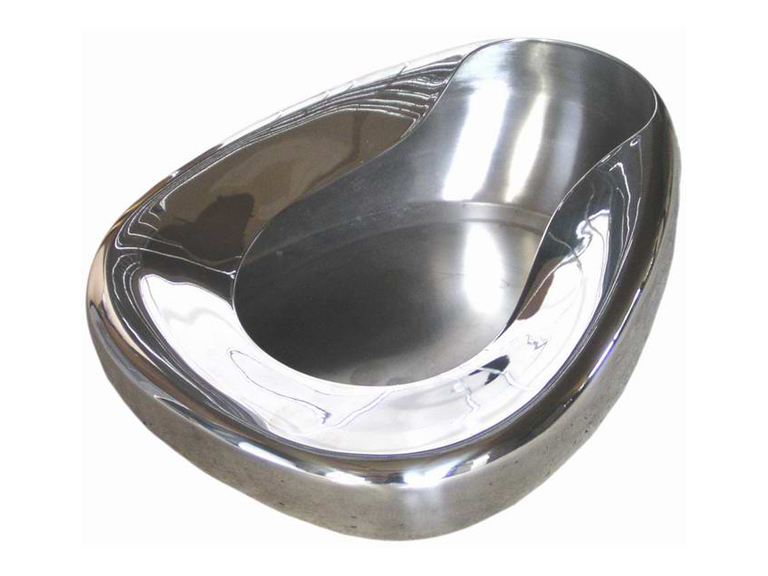
Un bassin de lit

Un bassin de lit, bassin hygiénique, plat à bassin ou panne est un appareil médical permettant à un malade alité de faire ses besoins naturels en position allongée.
Il peut être à usage unique lorsqu'il est fabriqué à partir de cellulose moulée. 